# Грачовський район (Ставропольський край)
Грачевський район (рос. Грачёвский район) — адміністративна одиниця Росії, Ставропольський край. До складу району входять 6 сільських поселень.